# ابوتسفورد، ژوهانسبورگ
ابوتسفورد، جوهانسبورگ (به لاتین: Abbotsford, Johannesburg) یک شهرک در آفریقای جنوبی است که در گائوتنگ واقع شده‌است.